# 直脉瘤果茶
直脉瘤果茶（学名：Camellia atuberculata）是山茶科山茶属的植物。分布在中国大陆的贵州等地，生长于海拔1,250米的地区，多生于山地。